# Litke
Litke is een plaats (község) en gemeente in het Hongaarse comitaat Nógrád. Litke telt 917 inwoners (2001).